# Viau (circonscription provinciale)
Pour les articles homonymes, voir Viau.
Circonscription électorale provinciale du Canada
Viau est une circonscription électorale provinciale du Québec. Elle est située dans la région administrative de Montréal. Cette circonscription est située dans l'arrondissement de Villeray–Saint-Michel–Parc-Extension, un arrondissement avec un haut taux de personnes issues de l'immigration.

## Historique
La circonscription de Viau a été créée en 1972, à la suite de la fusion d'anciennes parties des circonscriptions de Dorion, de Gouin, de Jeanne-Mance et d'Olier. En 1980 son territoire s'agrandit sensiblement quand elle récupère des parties de Bourassa, Jeanne-Mance et, dans une moindre mesure, Crémazie ; par contre elle cède du territoire à Viger, Rosemont et Gouin. Elle s'agrandit en 1992 aux dépens de Dorion, puis en 2001 sur Jeanne-Mance et Viger.
Elle est nommée en l'honneur de l'homme d'affaires Charles-Théodore Viau.

## Territoire et limites
La circonscription couvre une partie du territoire de la ville de Montréal, soit la partie de l'arrondissement de Villeray–Saint-Michel–Parc-Extension située au nord-est de l'avenue Papineau.

## Liste des députés
| Législature                                            | Années       | Député           | Député           | Parti           |
| ------------------------------------------------------ | ------------ | ---------------- | ---------------- | --------------- |
| Viau Créée depuis Dorion, Gouin, Jeanne-Mance et Olier |              |                  |                  |                 |
| 30e                                                    | 1973–1976    |                  | Fernard Picard   | Libéral         |
| 31e                                                    | 1976–1981    |                  | Charles Lefebvre | Parti québécois |
| 32e                                                    | 1981–1985    |                  | William Cusano   | Libéral         |
| 33e                                                    | 1985–1989    |                  | William Cusano   | Libéral         |
| 34e                                                    | 1989–1994    |                  | William Cusano   | Libéral         |
| 35e                                                    | 1994–1998    |                  | William Cusano   | Libéral         |
| 36e                                                    | 1998–2003    |                  | William Cusano   | Libéral         |
| 37e                                                    | 2003–2007    |                  | William Cusano   | Libéral         |
| 38e                                                    | 2007–2008    | Emmanuel Dubourg |                  | Libéral         |
| 39e                                                    | 2008–2012    | Emmanuel Dubourg |                  | Libéral         |
| 40e                                                    | 2012–2013    | Emmanuel Dubourg |                  | Libéral         |
| 40e                                                    | 2013–2014    | David Heurtel    |                  | Libéral         |
| 41e                                                    | 2014–2018    | David Heurtel    |                  | Libéral         |
| 42e                                                    | 2018–2022    | Frantz Benjamin  |                  | Libéral         |
| 43e                                                    | 2022–présent | Frantz Benjamin  |                  | Libéral         |

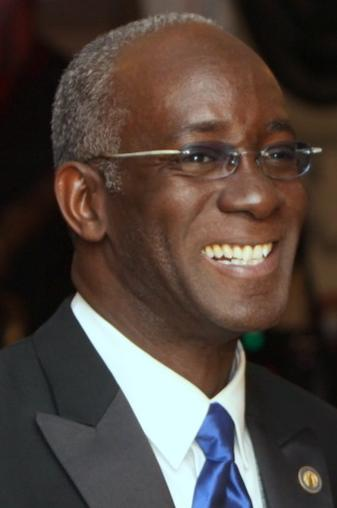
Emmanuel Dubourg est député de 2007 à 2013 pour le Parti libéral du Québec.
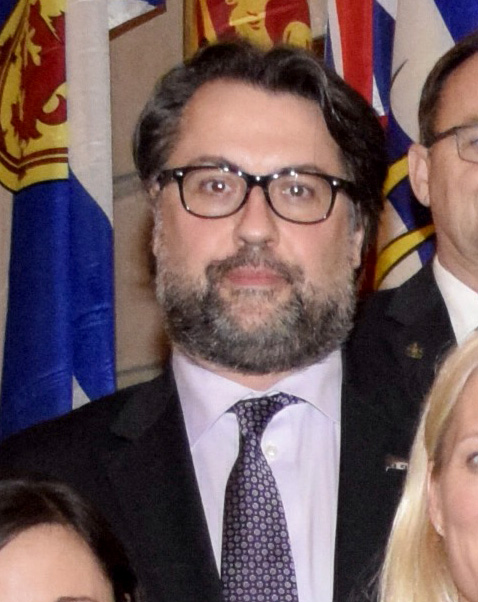
David Heurtel est député de 2013 à 2018 pour le Parti libéral du Québec.

## Résultats électoraux

### Évolution pour les principaux partis
| |
| - Parti libéral - Parti québécois - Crédit social (ancien) - Union nationale (ancien) - Action démocratique (ancien) - Égalité (ancien) - Québec solidaire - Coalition avenir - Parti conservateur |

### Résultats détaillés
|                                                                                             | Nom                       | Parti            | Nombre de voix | %      | Maj.  |
| ------------------------------------------------------------------------------------------- | ------------------------- | ---------------- | -------------- | ------ | ----- |
|                                                                                             | Frantz Benjamin (sortant) | Libéral          | 8 049          | 38,2 % | 1 631 |
|                                                                                             | Renée-Chantal Belinga     | Québec solidaire | 6 418          | 30,4 % | -     |
|                                                                                             | Justine Savard            | Coalition avenir | 3 201          | 15,2 % | -     |
|                                                                                             | Marc-Antoine Lecompte     | Parti québécois  | 1 598          | 7,6 %  | -     |
|                                                                                             | Alex Tembel               | Conservateur     | 1 294          | 6,1 %  | -     |
|                                                                                             | Manel Chaouche            | Vert             | 342            | 1,6 %  | -     |
|                                                                                             | Marc II Réjouis           | Bloc Montréal    | 100            | 0,5 %  | -     |
|                                                                                             | Serge Ricard              | Climat Québec    | 80             | 0,4 %  | -     |
| Total                                                                                       | Total                     | Total            | 21 082         | 100 %  |       |
| Le taux de participation lors de l'élection était de 54 % et 466 bulletins ont été rejetés. |                           |                  |                |        |       |

|                                                                                               | Nom                | Parti            | Nombre de voix | %      | Maj.  |
| --------------------------------------------------------------------------------------------- | ------------------ | ---------------- | -------------- | ------ | ----- |
|                                                                                               | Frantz Benjamin    | Libéral          | 10 113         | 46,6 % | 4 837 |
|                                                                                               | Sylvain Lafrenière | Québec solidaire | 5 276          | 24,3 % | -     |
|                                                                                               | Janny Gaspard      | Coalition avenir | 3 411          | 15,7 % | -     |
|                                                                                               | Mounddy Sanon      | Parti québécois  | 1 803          | 8,3 %  | -     |
|                                                                                               | Mamoun Ahmed       | NPD Québec       | 494            | 2,3 %  | -     |
|                                                                                               | Patrick St-Onge    | Conservateur     | 274            | 1,3 %  | -     |
|                                                                                               | Hugo Pépino        | Bloc pot         | 162            | 0,7 %  | -     |
|                                                                                               | Beverly Bernardo   | Indépendant      | 153            | 0,7 %  | -     |
| Total                                                                                         | Total              | Total            | 21 686         | 100 %  |       |
| Le taux de participation lors de l'élection était de 53,4 % et 568 bulletins ont été rejetés. |                    |                  |                |        |       |

|                                                                                               | Nom                      | Parti            | Nombre de voix | %      | Maj.   |
| --------------------------------------------------------------------------------------------- | ------------------------ | ---------------- | -------------- | ------ | ------ |
|                                                                                               | David Heurtel (sortant)  | Libéral          | 15 945         | 62 %   | 12 163 |
|                                                                                               | Odette Lavigne           | Parti québécois  | 3 782          | 14,7 % | -      |
|                                                                                               | Geneviève Fortier-Moreau | Québec solidaire | 2 795          | 10,9 % | -      |
|                                                                                               | Wilner Cayo              | Coalition avenir | 2 380          | 9,3 %  | -      |
|                                                                                               | Marijo Bourgault         | Vert             | 304            | 1,2 %  | -      |
|                                                                                               | Benoit Valiquette        | Parti nul        | 181            | 0,7 %  | -      |
|                                                                                               | Benjamin Michaud         | Option nationale | 177            | 0,7 %  | -      |
|                                                                                               | Ana Da Silva             | Bloc pot         | 145            | 0,6 %  | -      |
| Total                                                                                         | Total                    | Total            | 25 709         | 100 %  |        |
| Le taux de participation lors de l'élection était de 63,3 % et 360 bulletins ont été rejetés. |                          |                  |                |        |        |

|                                                                                               | Nom                      | Parti              | Nombre de voix | %      | Maj.  |
| --------------------------------------------------------------------------------------------- | ------------------------ | ------------------ | -------------- | ------ | ----- |
|                                                                                               | David Heurtel            | Libéral            | 4 047          | 59,9 % | 3 062 |
|                                                                                               | Tania Longpré            | Parti québécois    | 985            | 14,6 % | -     |
|                                                                                               | Geneviève Fortier-Moreau | Québec solidaire   | 897            | 13,3 % | -     |
|                                                                                               | Patrick Bourgeois        | Option nationale   | 309            | 4,6 %  | -     |
|                                                                                               | Jamilla Leboeuf          | Coalition avenir   | 229            | 3,4 %  | -     |
|                                                                                               | Morgan Crockett          | Vert               | 113            | 1,7 %  | -     |
|                                                                                               | Jean-Paul Pellerin       | Conservateur       | 82             | 1,2 %  | -     |
|                                                                                               | Émilio Alvarez Garcia    | Union citoyenne    | 82             | 1,2 %  | -     |
|                                                                                               | Stéphane Pouleu          | Équipe autonomiste | 14             | 0,2 %  | -     |
| Total                                                                                         | Total                    | Total              | 6 758          | 100 %  |       |
| Le taux de participation lors de l'élection était de 16,9 % et 100 bulletins ont été rejetés. |                          |                    |                |        |       |

|                                                                                               | Nom                        | Parti            | Nombre de voix | %      | Maj.  |
| --------------------------------------------------------------------------------------------- | -------------------------- | ---------------- | -------------- | ------ | ----- |
|                                                                                               | Emmanuel Dubourg (sortant) | Libéral          | 11 788         | 47,3 % | 5 888 |
|                                                                                               | Gabriel Arbieto Munayco    | Parti québécois  | 5 900          | 23,7 % | -     |
|                                                                                               | Walid Hadid                | Coalition avenir | 3 103          | 12,4 % | -     |
|                                                                                               | Geneviève Fortier-Moreau   | Québec solidaire | 2 873          | 11,5 % | -     |
|                                                                                               | Simon-Pierre Bélanger      | Option nationale | 740            | 3 %    | -     |
|                                                                                               | Éric Perreault-Chamberland | Vert             | 530            | 2,1 %  | -     |
| Total                                                                                         | Total                      | Total            | 24 934         | 100 %  |       |
| Le taux de participation lors de l'élection était de 62,4 % et 384 bulletins ont été rejetés. |                            |                  |                |        |       |

## Référendums
|  | Référendum                     | % du OUI | % du NON | Taux de participation |
|  | Référendum de 1980             | 34,08 %  | 65,92 %  | 85,08 %               |
|  | Accord de Charlottetown (1992) | 60,84 %  | 39,16 %  | 80,88 %               |
|  | Référendum de 1995             | 31,20 %  | 68,80 %  | 93,01 %               |